# Porta Garibaldi (Catania)
La porta Ferdinandea, dopo il 1860 intitolata porta Garibaldi, è un arco trionfale costruito nel 1768 a Catania su progetto di Stefano Ittar e Francesco Battaglia per commemorare il centenario della storica eruzione del 1669 che aveva seppellito la zona ovest della città.  In quel periodo Ferdinando di Borbone e Maria Carolina convolarono a nozze e si decise di chiamare l'arco Porta Ferdinandea in onore dei due sovrani. Si trova tra piazza Palestro e piazza Crocifisso, alla fine di via Giuseppe Garibaldi, nel quartiere Fortino, in dialetto catanese Furtinu.
Il monumento è realizzato alternando pietra bianca di Siracusa e blocchi di lava scura locale. In alto al centro dell'arco si trova ora un orologio, circondato da simboli allegorici, tra cui un'aquila e un elefante, simbolo di Catania. In origine, al posto di un orologio, c'era un busto marmoreo del re Borbone. Al secondo livello si trovano due angeli con trombe, al terzo due Trofei d'armi, con raffigurazioni scultoree di armi e armature e sono scritte due frasi: una dice Litteris armatur (armato con le lettere) e l'altra Armis decoratur (decorato con le armi). Sul lato Est lo scudo del timpano raffigura una Fenice che risorge dalle fiamme con un cartiglio che recita Melior de cinere surgo (Migliore dalle ceneri risorgo).
La zona è chiamata 'u Furtinu in ricordo di un fortino costruito dal viceré Claudio Lamoraldo, principe di Ligne, dopo l'eruzione lavica del 1669 che colpì la città su tutto il lato occidentale, annullandone le difese medievali. Dell'opera di fortificazione avanzata che sorgeva a sud di piazza Palestro, ormai scomparsa, rimane solo una porta in via Sacchero.
Alcuni palazzi collegati alla porta furono demoliti negli anni trenta.